# Antiga torre defensiva d'Algar
L'Antiga torre defensiva d'Algar de Palància, també coneguda com la torre àrab, es troba al centre de la població que li dona nom, en una plaça de la localitat. S'identifica amb l'antiga fortificació de la primitiva alqueria musulmana, com a avançada d'un lloc de vigilància que li donava protecció. Encara que es troba restaurada i en perfecte estat, ha perdut els seus elements militars. El cos principal coincideix amb el de l'antiga torre. És de planta quadrada i la seva fàbrica original era de maçoneria amb reforços de carreu és en els cantons. Actualment alberga les instal·lacions de la casa consistorial i un bar a la planta baixa.
És bé d'interès cultural amb número RI-51-0011177.

## Història
En els seus orígens, Algar va haver de ser una reunió de coves excavades per servir d'habitatges, tal com indica l'origen del seu nomAl-gar, concavitat o cova. Al costat del lloc es va construir una séquia des de l'assut d'Algar fins al terme de Torres Torres. Com a defensa es va aixecar una torrassa elevada perquè servís de refugi a la població i per vigilar els cultius adjacents.
Després de la seva conquesta per la Corona d'Aragó, Jaume I el va cedir a Ramon Moret, primer senyor del lloc, qui al seu torn ho va donar a l'Orde mercedari.
L'any 1438 tornarà a la Corona amb Pere el del Punyalet, qui ho vendria a Francisco Jardí. D'aquesta manera, el primer baró d'Algar va ser Francesc Jardí de Menaguerra, senyor de Bonrepòs, fins que va ser venuda la baronia al Pare General de la Mercè, Nadal Gaver, a 1471. Després de l'expulsió dels moriscos a 1609, Algar va quedar despoblat i va ser ocupat per nous pobladors procedents d'Aragó i Catalunya.

## Localització
Algar està situada a la comarca del Camp de Morvedre, a pocs quilòmetres de la costa, a la vall del riu Palància, entre les serres d'Espadà i Calderona, pas natural cap a les comarques de l'interior. La torre es troba en l'actualitat en el centre històric de la població.

## Descripció
Es tracta de la torre defensiva de la primitiva alqueria musulmana, que després de la conquesta va ser utilitzada pels nous senyors successius, encara que en anar perdent la seva funció militar va entrar ràpidament en desús i abandonament. Se sap que al segle xvi va haver de ser reparada profundament per evitar-ne la ruïna. En aquesta intervenció es va modificar substancialment el seu aspecte, ja que es va enderrocar la meitat superior, es van reforçar les cantonades amb pedres de carreu i es van obrir finestrals gòtics en els seus paraments.
La torre original tenia planta quadrada de dimensions similars a les actuals. Estava construïda a base de maçoneria. La seva entrada era el que avui és accés al casino. Pel que sembla disposava d'un passadís subterrani que comunicava amb la zona del Calvari.
L'edifici que actualment podem observar, de dues plantes amb coberta de teules a tres aigües, poc té a veure amb la primitiva fortificació, però l'estructura que ha sobreviscut es troba en perfecte estat, i l'ésser destinat a usos socials l'ha salvat segurament del seu complet enderrocament.
L'edifici estava construït de manera que la part orientada cap a ponent era una alqueria que servia als guardians de la torre i en la part de llevant que s'elevava a cinquanta vares (segons Fr Manuel Ribera, historiador de l'Orde de la Mercè) amb quatre plantes. La torre posseïa la seva entrada pel que avui és casino i travessant subterràniament el lloc sortiria a la rodalia de la muntanya calvari. Al segle xvi la torrassa es trobava en mal estat pel que van ser escomeses obres de reparació en el mateix. Es van enderrocar dos pisos, es van afegir pedres de carreuat en els angles i es van dotar els laterals de l'edifici de finestres gòtiques. En l'actualitat es tracta d'un edifici de planta quadrangular i dues plantes. Les façanes són rectes amb buits de finestres rectangulars. La porta d'accés al baix és de mig punt i totes les façanes estan emblanquinades. La coberta és de teula a tres aigües. La planta baixa està dedicada a bar. La tercera crugia està formada per arcada de tres elements diferents en grandària i forma, l'element central és de majors dimensions. A la part superior hi ha diverses dependències. L'any 1983 es va rehabilitar la planta primera per al seu ús com ajuntament, contribuint en un 50% del cost de l'obra la Diputació Provincial de València. L'edifici es troba en bon estat de conservació, després de la restauració efectuada.